# Almindelig æble
 Denne artikel omhandler æbletræet som plante. For træets frugter og deres brug, se Æble.
Almindelig æble (Malus domestica), også kaldet spiseæble eller sødæble) er et almindeligt dyrket frugttræ, der også findes forvildet i hegn og skovbryn. De gule, røde eller grønne frugter (æbler) er til forskel fra skovæble altid over 3 centimeter i diameter og træet er uden torne.

## Beskrivelse
Almindelig æble er et mellemstort, løvfældende træ med en rund, tætgrenet krone. Stammen er ret kort, og hovedgrenene er svære med mange sidegrene. Kortskuddene kan blive tornagtige (uden at være rigtige torne!). Barken er først rød med grålig hårbeklædning, i det mindste på den yderste halvdel af skuddet. Senere bliver barken gråbrun med lyse korkporer. Til sidst er den grå og opsprækkende i smalle furer. Knopperne er spredte, afrundede og røde med grå hårbeklædning.
Bladene er ovale til ægformede eller næsten runde med en rundtakket kant. Stilken er kort. Oversiden er mørkegrøn og let håret i begyndelsen, mens undersiden er grå af den tætte hårklædning. Blomsterknopper findes kun på de knudrede kortskud ("frugtsporer"), og de er helt dækket af grå hår. Blomstringen sker i maj måned, hvor de hvide til svagt lyserøde blomster sidder i små bundter på 4-5. Frugterne er de velkendte æbler. Frøene spirer villigt, men de giver typisk træer, som kun i ringe grad ligner forældreplanterne (se nedenfor under vildæble). De triploide sorter ('Belle de Boskoop' og 'Bramley Seedling') sætter ikke frø.
Rodnettet bestemmes af den valgte grundstamme. 'M27' har en yderst svag rod, 'MM106' har en middelstærk rod, og vildstammer danner en kraftig rod. Vildstammeroden svarer til træets eget rodnet, der består af få, men svære hovedrødder, der når langt ned og ud. Siderødder og finrødder ligger højt i jorden. Træet skaber jordtræthed.
Højde × bredde og årlig tilvækst: 12 × 6 m (30 × 20 cm/år).

## Voksested
Almindelig æble findes i talrige sorter, der er resultatet af årtusinders arbejde med udvælgelse og krydsning. Træet har altså intet hjemsted, men dets vilde stamformer hører alle hjemme i de blandede løvskove fra Østeuropa over Lilleasien og Kaukasus til Elburzbjergene og Centralasien. Nye undersøgelser tyder overbevisende på, at almindelig æble har sin oprindelse i Kazakhstan, for dér findes den største genetiske variation. Alle disse steder foretrækker træets vildformer en jordbund, der er rig på humus og mineraler, og som er konstant fugtig.

## Sorter
Der findes et hav af æblesorter. Nogle er bedre end andre til bestemte formål, og desværre producerer planteskolerne helst de sorter, som er velegnede i frugtplantager. De følgende kan anses for at have bevist deres duelighed under private haveforhold, men de kan, som antydet, være svære at skaffe.
Madæbler:
- 'Belle de Boskoop'
- 'Bramley'

Bordfrugt/spiseæbler:
- 'Aroma'
- 'Elstar'
- 'Filippa'
- 'Guldborg'
- 'Honeygold'

- 'Ildrød Pigeon'
- 'Ingrid Marie'
- 'James Grieve'
- 'Mutsu'

- 'Pederstrup'
- 'Rød Ananas'
- 'Rød Boskoop'
- 'Skovfoged'

## Vildæble
Vildæble er frøplanter af de almindelige spiseæbler, og planten er et op til 8 m højt træ. Vildæble kan gro på næsten alle jordtyper, men bedst på frodig lerjord. Træet bør ikke bruges på våd eller meget tør bund. Det tåler kystklima godt. Vildæble blomstrer fra sidst i maj til ind i juni. Det er velegnet til kanter, den indre del af skovbryn og i vildtplantninger samt til læplantninger. De store, sure og grønne æbler holder langt hen på vinteren eller helt hen til den følgende sommer, og de ædes ofte af hjortevildt og fugle. Skud og grene er blandt den mest eftertragtede vinterføde for hjortevildt og harer.
Vildæble må ikke forveksles med skovæble, også kaldet abild, som er en anden art (Malus sylvestris).

## Billeder
- Æblets stilkende (Red Delicious).
- Æblets blomsterende (Red Delicious).
- Tværsnit af æble (Red Delicious).

| Portal | Portal:Botanik |

## Note
1. ↑  Applequist, Wendy L. (2017), "Report of the Nomenclature Committee for Vascular Plants: 69", Taxon, 66 (2): 500-513, doi:10.12705/662.17
2. ↑  Wojciech J. Janisiewicz, Robert A. Saftner, William S. Conway og Philip L. Forsline: Preliminary Evaluation of Apple Germplasm from Kazakhstan for Resistance to Postharvest Blue Mold in Fruit Caused by Penicillium expansum i The American Society for Horticultural Science, 2008, 43 side 420-426. Se et abstract online (engelsk)